# Ягул (Завьяловский район)
Ягу́л — село в Завьяловском районе Удмуртии, административный центр Ягульского сельского поселения. Расположено в 19 км к северо-востоку от центра Ижевска и в 24 км к северу от Завьялово. Через село протекает река Ягулка, на которой устроен пруд.

## Этимология
Название села происходит из удмуртского языка: яг — 'бор, лес' и ул — 'внизу, ниже, под' и довольно характерно для удмуртской топонимики. До революции иногда употреблялось его переводное на русский язык название — Подборинский починок.

## История
До революции Ягул входил в состав Сарапульского уезда Вятской губернии. По данным десятой ревизии в 1859 году в 26 дворах казённой деревни Ягул при речке Серчегвайке проживало 226 человек, работала мельница и кузница.
В 1920 году Ягул входит во вновь образованную Вотскую АО, где становится центром Ягульской волости, переименованной из Ижевско-Нагорной волости и центром Ягульского сельсовета. Но уже в 1924 году Ягульская волость присоединяется к Завьяловской волости. В 1929 году сельсовет входит в Ижевский район, а в 1937 году — во вновь образованный Завьяловский район. В 1994 году Ягульский сельсовет преобразуется в Ягульскую сельскую администрацию, а в 2005 в Муниципальное образование «Ягульское» (сельское поселение).
В 1900 году было принято решение открыть в Ягуле самостоятельный приход и построить каменную церковь. В 1915 году церковь была построена и названа в честь апостолов Петра и Павла. В 1930 году церковь была закрыта, частично разобрана и стала использоваться для других нужд. В 1992 году начато восстановление церкви, которая получает новое название — Преображенская.

## Экономика и социальная сфера
В Ягуле работают МБОУ «Ягульская средняя общеобразовательная школа», МОУ «Школа-интернат № 2» (учреждение для детей сирот и детей, оставшихся без попечения родителей), МДОУ «Ягульский детский сад», МУЧ «Культурный комплекс „Ягульский“», ФКУ ИК № 1 УФСИН России по Удмуртской Республике строгого режима..
В селе находится Преображенский храм, освящённый во имя Преображения Господня. Недавно[когда?]

 храму вернули историческое название — святых первоверховных апостолов Петра и Павла.

## Транспорт
До Ягула можно добраться и общественным транспортом. Ежедневно из Ижевска курсирует автобус № 320. Он следует от остановки «улица 9-е января» по улице Воткинское шоссе и через деревню Хохряки.
Также по такому же маршруту до села можно добраться на автобусе № 315, следующим дальше, через деревню Русский Вожой до деревни Сокол.

## Улицы
- Азина улица
- Берёзовая улица
- Восточная улица
- Западный Ягул микрорайон
- Заречная улица
- Лесная улица
- Молодёжная улица
- Парковая улица
- Песочная улица
- Подлесная улица
- Полевая улица
- Садовая улица
- Сельская улица
- Солнечная улица
- Спортивная улица
- Холмогорова улица
- Школьная улица
- Ядыгарова улица
- Новая улица
- Подлесная улица
- Радуга посёлок
- Крещенская улица